# علاج عصبي

في العلاج العصبي يتم حقن المخدر لمحاولة تعطيل نوع من الطاقة الكهربائية يقال إنه يسبب المرض

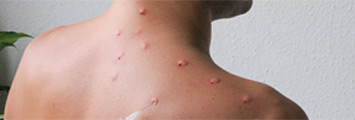
أرباع الجلد في العلاج العصبي المقطع

العلاج العصبي هو شكل من أشكال الطب البديل الذي يتم فيه حقن المخدر الموضعي في أماكن معينة من الجسم في محاولة لعلاج الألم والمرض المزمن. لكن لا يوجد دليل جيد على أن العلاج يعمل بشكل فعال كما أنه من المحتمل حدث بعض المخاطر لذا يستخدم في حالات خاصة وليس لجميع حالات الألم المزمن.

## الوصف والتاريخ
لقد تم وصف العلاج العصبي باعتباره شكلاً من أشكال الطب علاجا للأمراض والألم المزمن. ولقد تم تعريف العلاج العصبي إلى أنه «نهج غريب يستخدم لعلاج الألم والمرض عن طريق حقن أدوية التخدير الموضعي في الأعصاب والندبات والغدد والأنسجة الأخرى».
الفكرة الكامنة وراء هذا العلاج هي أن «مجالات التداخل العصبية» في مواقع معينة من الجسم هي المسؤولة عن نوع من الطاقة الكهربائية التي تسبب المرض. فيمكن تعطيل هذه الحقول عن طريق الحقن، مما يسمح للجسم بالشفاء.
نشأت هذه الممارسة في عام 1925 عندما استخدم الجراح الألماني فرديناند هونكه دواءً مسكناً للألم يحتوي على البروكين (مخدر موضعي) على أخته التي كانت تعاني من الصداع النصفي الحاد الشديد فبدلاً من استخدامه في العضل كما جرت العادة لاستخدامه فقد أوصى فرديناند بحقنه في الوريد وتوقف نوبة الصداع النصفي على الفور. واعاد استخدام هذه الطريقة هو وشقيقه والتر في وقت لاحق باستخدام ماده ال «نوفوكين» لعلاج مجموعة من الأمراض المتنوعة.
في عام 1940، قام فرديناند هونكه باستخدام هذه الطريقة مع امرأة كانت مصابه بالتهاب العظم وألم في الكتف كما كانت تعاني من جرح في ساقها ولأن ذاك الوقت كان قبل ظهور المضادات الحيوية فقد هددت هذه الإصابات والاعراض حياة المريضة. تحسنت آلام الكتف إلى حد ما ولكن الحكة أصابت جرح قدمها عند حقنه كما أنه اختفى ألم الكتف على الفور - وهو رد فعل يطلق عليه في العلاج المقطعي «ظاهرة الثواني» حيث يتم حقن مخدر موضعي في ضمن مساحات جلدية في منطقة معينة في الأعضاء الداخلية وتدعى «منطقة الرأس» أو على العقد العصبية ويتم نقل التأثير عن طريق الجهاز العصبي الخضري في الجزء المصاب.

## طريقة تناوله وفاعليته وسلامته
يمارس العلاج العصبي غالبا في أمريكا الجنوبية وأوروبا. ووجدت دراسة أجريت عام 2007 على أطباء الأسرة في ألمانيا أن العلاج العصبي هو من بين أكثر التقنيات الطبية البديلة استخدامًا في تلك البلاد ومن جهة أخرى اعتبرت كواك ووتش ان العلاج العصبي من العلاجات المشكوك فيها
و وفقا لجمعية السرطان الأمريكية: «فان العلاج العصبي لا يوجد عليه ادله علميه متاحه وكافيه تدعم انه قد يستخدم في علاج السرطان أو أي مرض اخر» عموما يملك العلاج مخاطر تفوق الفائدة المرجوه منه مثل ان تساهم الإبرة فيتلف العضو الذي يحقن فيه العلاج.